# (7556) Perinaldo
(7556) Perinaldo est un astéroïde de la ceinture principale.

## Description
(7556) Perinaldo est un astéroïde de la ceinture principale. Il fut découvert le 18 mars 1982 à La Silla par Henri Debehogne. Il présente une orbite caractérisée par un demi-grand axe de 2,91 UA, une excentricité de 0,12 et une inclinaison de 2,6° par rapport à l'écliptique.

## Compléments